# Savage River (Pieman River)
Der Savage River ist ein Fluss im Nordwesten des australischen Bundesstaates Tasmanien.

## Geografie

### Flusslauf
Der rund 72 Kilometer lange Savage River entspringt am Westrand des Savage-River-Nationalparks und fließt nach Südwesten entlang der Westgrenze des Parks. In seinem Mittellauf passiert er die Siedlung Savage River im Nordwesten. In der Pieman River State Reserve mündet er rund zwei Kilometer nördlich der Siedlung Corinna in den Pieman River.

### Nebenflüsse mit Mündungshöhen
Er hat folgende Nebenflüsse:
- Armstrong Creek – 167 m
- Broderick Creek – 127 m
- Little Savage River – 113 m
- Main Rivulet – 103 m
- Longback Creek – 67 m
- Timbs Creek – 39 m